# Lycaugesia fimbrialis
Lycaugesia fimbrialis är en fjärilsart som beskrevs av Dyar 1914. Lycaugesia fimbrialis ingår i släktet Lycaugesia och familjen nattflyn. Inga underarter finns listade i Catalogue of Life.